# Biographisches Lexikon zur Geschichte der böhmischen Länder
Biographisches Lexikon zur Geschichte der böhmischen Länder (BLGBL, tj. česky Biografický lexikon k dějinám českých zemí) je německý biografický slovník pro oblast českých zemí, který je od roku 1974 vydáván v Mnichově pod vedením vědeckého institutu Collegium Carolinum.
V Česku je od roku 2004 vydáván Biografický slovník českých zemí.

## Popis
Encyklopedie poskytuje základní informace o životě a díle historických osobností z oblasti českých zemí, bez ohledu na jejich etnickou, jazykovou či náboženskou příslušnost. Proto jsou v něm zastoupeny osobnosti české, německé, sudetoněmecké, židovské a dalších národností, a to jak původem z českých zemí, tak i cizinci, kteří zde prožili významnou etapu svého života, či přispěli ke kulturnímu rozvoji země. 
Jsou v něm uvedeny osoby relevantní působící v regionu od středověku po současnost, které svým vlivem spoluvytvářely společnost. Ve slovníku jsou uvedeny pouze osobnosti v době redakčních příprav již nežijící.

## Historie
Lexikon založil jáchymovský archivář Heribert Sturm, kterého ve funkci hlavního editora později následovali historikové Ferdinand Seibt, Hans Lemberg a Helmut Slapnička. Současnými redaktory jsou Miroslav Kunštát, Ralph Melville a Thomas Winkelbauer.
BLGBL vychází z rozsáhlé biografické sbírky Collegia Carolina, jejíž počátky sahají do roku 1947 a která je systematicky budována od roku 1960.
Do roku 2023 byly vydány první tři svazky a sedm dílů čtvrtého svazku. Do 4. dílu 4. svazku vydávalo slovník nakladatelství Oldenbourg Wissenschaftsverlag v Mnichově, od 5. dílu 4. svazku ho vydává přímo Collegium Carolinum.
Mezi redaktory a vedoucí redakčního týmu od roku 1960 patřili Reiner Franke, Jutta Franke, Eva Hahnová, K. Erik Franzen a Robert Luft.

## Svazky
- Svazek I, A–H (1979, ISBN 3-486-49491-0).
  - 1. sešit, A–Be (Aachen, Hans von – Bergner, Christoph; 1974, ISBN 3-486-44051-9)
  - 2. sešit, Be–Bu (Bergopzoom(er), Johann Baptist – Buder, Adolf; 1975, ISBN 3-486-44211-2)
  - 3. sešit, Bu–De (Buder, Gustav – Demuth, Karl Josef Edler von; 1976, ISBN 3-486-44421-2)
  - 4. sešit, De–Et (Demuth, Leopold – Etrich, Ignaz; 1976, ISBN 3-486-44531-6)
  - 5. sešit, Et–Fu (Ettel, Konrad – Fuchsig, Ernst; 1977, ISBN 3-486-44661-4)
  - 6. sešit, Fu–Gr (Fučík, Julius – Grünfeld, Alfred; 1978, ISBN 3-486-44731-9)
  - 7. sešit, Gr–Ha (Grünfeld, Arnold – Havelka, Eduard; 1978, ISBN 3-486-48951-8)
  - 8. sešit, Ha–Ho (Havelka, Mathias Ritter von – Hochberger, Gallus Ritter von; 1978, ISBN 3-486-48961-5)
  - 9. sešit, Ho–Hy (Hoichelber, Franz – Hyrtl, Josef; 1979, ISBN 3-486-49491-0)
- Svazek II, I–M (1984, ISBN 3-486-55973-7)
  - 1. sešit, I–Ka (Ibl, Franz – Kaffka, Josef; 1979, ISBN 3-486-49551-8)
  - 2. sešit, Ka–Kl (Kafka, Bohumil – Klein, Alois; 1980, ISBN 3-486-50061-9)
  - 3. sešit, Kl–Ko (Klein, Dominik – Konrad, Edmund; 1980, ISBN 3-486-50071-6)
  - 4. sešit, Ko–Kr (Konrad (Kohn), Emil – Kruis, Karl; 1981, ISBN 3-486-50801-6)
  - 5. sešit, Kr–La (Kruliš-Randa, Otakar – Lažansky von Bukowa, Vladimir Ferdinand; 1981, ISBN 3-486-50811-3)
  - 6. sešit, Le–Lo (Lebeda, Anton Vinzenz – Löhner, Heinrich; 1982, ISBN 3-486-51731-7)
  - 7. sešit, Lo–Ma (Löhner, Joseph Edler von – Mandl, Jakob; 1983, ISBN 3-486-51741-4)
  - 8. sešit, Ma–Me (Mandl, Josef – Mendel, Gregor Johann; 1983, ISBN 3-486-52201-9)
  - 9. sešit, Me–My (Mender, Josef – Mystopol, Jan; 1984, ISBN 3-486-52541-7)
- Svazek III, N–Sch (2000, ISBN 3-486-52551-4)
  - 1. sešit, Na–Ob (Naaf, Anton August – Obenberger, Jaroslav; 1985, ISBN 3-486-52751-7)
  - 2. sešit, Ob–Pe (Obenrauch, Ferdinand Josef – Pecher, Johannes; 1986, ISBN 3-486-53921-3)
  - 3. sešit, Pe–Pl (Pechthold, Erich – Pleskot, Otakar; 1987, ISBN 3-486-54281-8)
  - 4. sešit, Pl–Pr (Pless, Franz – Prochaska, Johann Andreas; 1988, ISBN 3-486-54781-X)
  - 5. sešit, Pr–Re (Prochaska (Procházka), Josef – Řeháková, Anna; 1989, ISBN 3-486-54791-7)
  - 6. sešit, Re–Ri (Řeháková, Regina – Ritteg, Johann (Hans); 1991, ISBN 3-486-55936-2)
  - 7. sešit, Ri–Ry (Rittinger, Peter Ritter von – Rychtera, Jaroslav; 1993, ISBN 3-486-56050-6)
  - 8. sešit, Ry–Sch[i] (Rydlo, Antonín – Schier, Herbert; 1995, ISBN 3-486-56152-9)
  - 9. sešit, Schi–Schö (Schier, Johann Nepomuk – Schödl, Gustav; 1999, ISBN 3-486-56305-X)
  - 10. sešit, Schö–Schy (Schödl, Heinrich – Schyrlaeus de Rheita, Anton Maria; 1999, ISBN 3-486-56428-5)
- Svazek IV, Sci–Su (probíhá vydávání jednotlivých sešitů)
  - 1. sešit, Scip–Site (Scipio, Laurentius – Sitenský, František; 2003, ISBN 3-486-56248-7)
  - 2. sešit, Sitk–Soko (Sitka, Jakob – Sokol, Rudolf; 2005, ISBN 3-944396-04-9)
  - 3. sešit, Sokol–Stefani (Sokol, Rudolf – Stefani, Jan; 2008, ISBN 978-3-944396-00-2)
  - 4. sešit, Štefánik–Sterc (Štefánik, Milan Rastislav – Sterc, Otto; 2011, ISBN 978-3-944396-35-4)
  - 5. sešit, Štercl–Stoderl (Štercl, Jaroslav – Stoderl, Wenzel; 2015, ISBN 978-3-944396-52-1)
  - 6. sešit, Stodola – Stránský, H. (Stodola, Aurel Boleslav – Stránský, Hugo; 2016, ISBN 978-3-944396-60-6)
  - 7. sešit, Stránský, J. – Štroner (Stránský, Jan[nepřesný odkaz] – Štroner, Vladimír; 2018, ISBN 978-3-944396-62-0)